# Вердерио
Вердѐрио (на италиански: Dicomano, на западноломбардски: Verdè, Верде) е община в Северна Италия, провинция Леко, регион Ломбардия. Разположена е на 249 m надморска височина. Населението на общината е 5742 души (към 2014 г.).
Общината е създадена в 1 февруари 2014 г. Тя се състои от двете предшествуващи общини Вердерио Инфериоре и Вердерио Супериоре, които сега са най-важните центрове на общината.